# Пек (Вісконсин)
Пек (англ. Peck) — місто (англ. town) в США, в окрузі Ланґлейд штату Вісконсин. Населення — 324 особи (2020).

## Демографія
Згідно з переписом 2010 року, у місті мешкало 349 осіб у 144 домогосподарствах у складі 107 родин. Було 190 помешкань
Расовий склад населення:
| - 96,0 % — білих - 1,1 % — корінних американців - 1,1 % — азіатів - 0,3 % — чорних або афроамериканців |

До двох чи більше рас належало 1,4 %. Частка іспаномовних становила 0,3 % від усіх жителів.
За віковим діапазоном населення розподілялося таким чином: 19,2 % — особи молодші 18 років, 64,2 % — особи у віці 18—64 років, 16,6 % — особи у віці 65 років та старші. Медіана віку мешканця становила 47,3 року. На 100 осіб жіночої статі у місті припадало 116,8 чоловіків;  на 100 жінок у віці від 18 років та старших — 123,8 чоловіків також старших 18 років.
Середній дохід на одне домашнє господарство  становив 57 143 долари США (медіана — 51 875), а середній дохід на одну сім'ю — 58 172 долари (медіана — 50 938). Медіана доходів становила 41 667 доларів для чоловіків та 35 625 доларів для жінок. За межею бідності перебувало 11,1 % осіб, у тому числі 14,3 % дітей у віці до 18 років та 7,8 % осіб у віці 65 років та старших.
Цивільне працевлаштоване населення становило 160 осіб. Основні галузі зайнятості: сільське господарство, лісництво, риболовля — 27,5 %, виробництво — 17,5 %, освіта, охорона здоров'я та соціальна допомога — 15,6 %.